# رترتییو د سریا
رترتییو د سریا (به اسپانیایی: Retortillo de Soria) یک دهستان در اسپانیا است که در سریا واقع شده‌است.

## خصوصیات
رترتییو د سریا ۱۷۲ کیلومترمربع مساحت و ۲۳۸ نفر جمعیت دارد.